# Karekin II (katolikos Ormian)
Karekin II Nersisjan (orm. Գարեգին Բ, także Garegin II Nersissian, ur. 1951) – duchowny Apostolskiego Kościoła Ormiańskiego, obecny (od 1999) najwyższy patriarcha tego kościoła – Jego Świątobliwość Katolikos Wszystkich Ormian, Patriarcha Świętej Stolicy Eczmiadzyna.

## Życiorys
Przyszły patriarcha urodził się w 1951 w Woskehat koło Eczmiadzyna jako Krticz Nersisjan. W 1971 ukończył seminarium duchowne w Eczmiadzynie, a następnie przez rok w nim wykładał. W 1970 został wyświęcony na diakona, a w 1972 – na kapłana zakonnego, przy czym przyjął imię „Karekin”. Następnie studiował w Wiedniu, potem w Bonn, gdzie posługiwał w tamtejszej wspólnocie ormiańskiej. Po powrocie do Armenii został wysłany na studia podyplomowe do prawosławnej Moskiewskiej Akademii Duchownej w Zagorsku. Naukę tam zakończył w 1979.
W marcu 1980 został kapłanem w stołecznej i patriarchalnej diecezji Apostolskiego Kościoła Ormiańskiego – Ararat. W czerwcu 1983 zaczął pełnić obowiązki biskupa tej diecezji, a 23 października tego roku patriarcha Wasken I Baldżian udzielił mu sakry biskupiej. W listopadzie 1992 został podniesiony do godności arcybiskupiej. Jako biskup i arcybiskup Karekin Nersisjan odznaczył się aktywnością przy podnoszeniu Armenii z ruin po trzęsieniu ziemi w 1988, a także przy duchowej odbudowie Armenii po okresie sowieckim.
Na synodzie elekcyjnym w 1995 Karekin Nersisjan był jednym z kandydatów na patriarchę, jednak wybrano wtedy biskupa Karekina Sarkisjana. W 1998 patriarcha Karekin I mianował Karekina Nersisjana swoim wikariuszem generalnym. Obowiązki te Nersisjan pełnił do śmierci Sarkisjana w czerwcu 1999.
27 czerwca 1999 Karekin Nersisjan został wybrany najwyższym z czterech patriarchów Apostolskiego Kościoła Ormiańskiego, a 4 listopada tego samego roku został intronizowany na stolicę patriarszą w Eczmiadzynie jako Karekin II. Według oficjalnej listy patriarchów jest 132. patriarchą.
W 2006 złożył wizytę w Turcji, gdzie spotkał się z ekumenicznym patriarchą Konstantynopola Bartłomiejem I oraz ormiańską społecznością Stambułu. Podczas pobytu doszło do napięcia z rządem tureckim, ponieważ Karekin II nazwał przeprowadzoną przez Turków w czasie I wojny światowej Rzeź Ormian ludobójstwem. Turcja kategorycznie protestuje przeciwko używaniu tego określenia, jak też sprzeciwia się przedstawianiu tamtych wydarzeń w wersji ormiańskiej.
19 marca 2013 jako pierwszy w historii katolikos Ormiańskiego Kościoła Apostolskiego, był obecny na inauguracji katolickiego papieża Franciszka.